# 18668 Gottesman
18668 Gottesman è un asteroide della fascia principale. Scoperto nel 1998, presenta un'orbita caratterizzata da un semiasse maggiore pari a 2,7647293 UA e da un'eccentricità di 0,0723807, inclinata di 1,48078° rispetto all'eclittica.